# サイプレス・セミコンダクター
サイプレス・セミコンダクター (Cypress Semiconductor Corporation) は、アメリカ合衆国の半導体設計・製造会社である。
主力製品は、NOR型フラッシュ・メモリ、F-RAMおよびSRAM Traveoマイクロコントローラ、PSoCソリューション、アナログ回路、PMIC、CapSense capacitive touch-sensingコントローラ、Wireless BLE Bluetooth Low-Energy、そしてUSB connectivityソリューションである。
本社はカリフォルニア州サンノゼに置かれている他、国外ではアイルランドやインド、フィリピンなどにも拠点が置かれている。
2020年にインフィニオン・テクノロジーズに買収され、その子会社となっている。

## 歴史
サイプレスは、アドバンスト・マイクロ・デバイセズ (AMD) より独立したen:VMOSの発明者であるen:T. J. Rodgersによって1982年に設立された 。他の創業メンバーは、Fritz Beyerlein、Fred Jenne、Steven H. Kaplan、R. Michael Starnes、およびLowell Turriffらがいる。また、Sevin Rosenより創業の資金援助を受けた。設立当初は、高速CMOS SRAM、EEPROM、PAL device、およびTTLデバイスの開発が主な事業であった。1986年には株式公開され、その2年後には上場をNASDAQからニューヨーク証券取引所へと移行した。2009年には再び、上場をNASDAQへと移した。
2015年3月、サイプレスはスパンションを吸収合併した 。同年、Integrated Silicon Solution Inc.の買収を試みたが、中国系の企業Uphill Investment Co.に競り負けた。
2016年4月、サイプレスはブロードコムのIoT用ワイヤレス・インターネット部門を買収すると発表した。この買収で、Wi-Fi、Bluetooth、そしてZigbee技術のIoT事業（WICEDブランドも含む）を取得する。
2019年6月、インフィニオン・テクノロジーズはサイプレスを$94億で買収すると発表し、2020年4月に買収は完了した。

## 拠点
本社：カリフォルニア州サンノゼ

製造工場：テキサス州オースティン、ミネソタ州ブルーミントン

設計施設（国内）：San Jose, CA; Lynnwood, WA; Colorado Springs, CO; Lexington, KY; San Diego, CA; およびBeaverton, OR
設計施設（海外）：Japan (Tokyo), Germany (Langen and Munich), India (Bangalore), China (Shanghai), Ukraine (Lviv), Ireland (Cork), Malaysia (Penang)、他

パッケージングおよび検査：フィリピンおよびバンコク
サンノゼにあったサイプレスのキャンパスの大部分は、en:SVTC、en:SunPower、およびen:Second Harvest Food Bankに売却された。

## 買収した企業
- タイミング技術
  - IC Design
  - IC Works[11]
  - International Microcircuits Inc.
- USB技術
  - Anchor Chips
  - In-System Design
  - ScanLogic
- PSoC技術
  - Cypress Microsystems
- RAM技術
  - Galvantech, Inc.
  - Cascade Semiconductor Corporation
  - en:Simtek Corporation
  - AgigaTech, Inc.
  - Ramtron
- RF技術
  - Alation
  - RadioCom
- 太陽電池
  - en:SunPower（2008年に出資、2011年にはトタルがSunPowerの株式の60%を取得）
  - PowerLight
- イメージセンサ
  - Silicon Light Machines
  - FillFactory（オン・セミコンダクターへと売却された）
  - SMaL Camera Technologies（2007年にSensata Technologiesへと売却された）
- Datacom/Telecom 
  - Arcus
  - Silicon Packets
  - Lara Networks
  - HiBand Semiconductors
- パッケージング技術
  - Deca Technologies, Inc.（2017年に台湾のen:ASE Groupとのジョイントベンチャーを形成）
- 静電容量検出技術
  - 民生向けタッチパネル(Parade Technologiesへ売却)